# Bo Forsberg
Bo Forsberg, född 10 november 1950, är en svensk teolog, verksam inom Svenska Baptistsamfundet, senare Equmeniakyrkan.
Bo Forsberg studerade teologi och utbildade sig till pastor och missionär 1969–1971 och 1976–1978. Han var missionär i dåvarande Zaire 1971–1976 och arbetade där med att bygga upp den svenska systerkyrkans ungdomsorganisation. Han var också missionär i Zaire 1978–1981, då han var Svenska Baptistsamfundets representant hos den zairiska systerkyrkan och bland annat engagerad i biståndsprojekt.
Åren 1981–1984 var han förbundssekreterare i Svenska Baptistsamfundets Ungdomsförbund. Han var därefter 1984–1988 generalsekreterare för Sveriges Kristna Ungdomsråd. Mellan 1994 och 2017 var han generalsekreterare i Diakonia.

## Utmärkelser
- H.M. Konungens medalj i guld av 8:e storleken (Kong:sGM8 2021) för framstående insatser inom kyrkligt biståndsarbete[1]

### Uppslagsverk
- Biografiskt album för Svenska Missionsförbundet 1964 (felaktig källa)